# III Ульпиева когорта петрейцев
III Ульпиева тысячная стрелковая конная когорта петрейцев (лат. Cohors III Ulpia Petraeorum milliaria equitata sagittaria) — вспомогательное подразделение армии Древнего Рима.
Данное подразделение, по всей видимости, было сформировано по приказу императора Траяна в провинции Аравия Петрейская. Вскоре оно было передислоцировано в Каппадокию, где приняло участие в Парфянском походе Траяна. После этого когорта осталась в составе каппадокийского войска. Около 135 года когорта участвовала в войне легата пропретора Каппадокии Арриана против аланов. Вплоть до IV века она оставалась в Каппадокии.
Трибуном III Ульпиевой когорты петрейцев во II веке служил Луций Абурний Торкват.